# Ichiro Kaga
Ichiro Kaga  (Japans: 加賀 一郎) (Osaka, 10 juni 1898 - 5 november 1946) was een Japans atleet. Hij nam deel aan de Olympische Zomerspelen van 1920 in Antwerpen.

## Biografie
Ichiro Kaga was een onwettige zoon van een lid van het Japanse Lagerhuis. Tijdens zijn deelname aan de Olympische Zomerspelen van 1920 studeerde hij aan de Meiji-universiteit, waar hij in 1922 afstudeerde. Vervolgens ging hij aan de slag bij de Joban Life Insurance Company.
Hij nam deel aan de Olympische Zomerspelen van 1920 in het Belgische Antwerpen, maar geraakte zowel op de 100 m als de 200 m niet voorbij de reeksen. Op de Olympische Zomerspelen van 1932 was hij actief als officieus trainer en vervolgens op de Olympische Zomerspelen van 1936 als officieel trainer van het Japanse atletiekteam.

## Belangrijkste resultaten

### Olympische Zomerspelen
| Jaar | Plaats    | Discipline | Onderdeel | Resultaat                  |
| ---- | --------- | ---------- | --------- | -------------------------- |
| 1920 | Antwerpen | Atletiek   | 100 m (m) | eerste ronde: 5e (reeks 1) |
| 1920 | Antwerpen | Atletiek   | 200 m (m) | eerste ronde: 4e (reeks 9) |

### Spelen van het Verre Oosten
| Jaar | Plaats   | Discipline | Onderdeel | Resultaat |
| ---- | -------- | ---------- | --------- | --------- |
| 1921 | Shanghai | Atletiek   | 100 m (m) | Brons     |
| 1921 | Shanghai | Atletiek   | 200 m (m) | Brons     |

### Nationale kampioenschappen
| Jaar | Discipline | Onderdeel | Resultaat |
| ---- | ---------- | --------- | --------- |
| 1921 | Atletiek   | 200 m (m) | Goud      |

### Persoonlijke records
| Onderdeel | Tijd    | Jaar |
| --------- | ------- | ---- |
| 200 m     | 22,2 s. | 1924 |